# Chorisoneura barticae
Chorisoneura barticae es una especie de cucaracha del género Chorisoneura, familia Ectobiidae. Fue descrita científicamente por Hebard en 1921.

## Distribución geográfica
Habita en Guyana, Surinam, Guayana Francesa y Brasil.